# AEG R.I
L'AEG R.I fu un bombardiere quadrimotore biplano sviluppato dall'azienda tedesco imperiale Allgemeine Elektrizitäts-Gesellschaft (AEG) negli anni dieci del XX secolo.
Destinato ad equipaggiare i reparti da bombardamento della Luftstreitkräfte, la componente aerea del Deutsches Heer (l'esercito imperiale tedesco), durante la prima guerra mondiale, fu l'unico R-Typ prodotto dall'azienda ma rimase distrutto in un incidente prima del suo impiego in operazioni belliche.

## Storia del progetto
Nei primi anni dieci Walther Rathenau, titolare della AEG, e Albert Ballin, responsabile della compagnia di navigazione transatlantica HAPAG, valutarono la possibilità di realizzare un grande velivolo da trasporto passeggeri che potesse effettuare una rotta transatlantica abbassando notevolmente il tempo impiegato per il viaggio rispetto ad una traversata con un transatlantico. L'inizio del conflitto interruppe ogni tentativo di sviluppo civile ma l'esperienza intrapresa nella stesura preliminare venne sfruttata per la costruzione di un velivolo in risposta ad una specifica Idflieg per la fornitura di un grande bombardiere (Riesenflugzeug da cui la designazione R-Typ). Questo nuovo tipo di velivolo doveva sostituire nelle azioni di bombardamento i grandi dirigibili oramai facile preda della caccia nemica.
Il progetto verteva su un'impostazione classica biplana ma dalle gigantesche, per l'epoca, dimensioni, atte a trasportare un carico di 2 000 kg in ordigni bellici e i sette membri dell'equipaggio. Per facilitare le operazioni di manutenzione in volo dei quattro motori destinati a fornire la necessaria potenza gli stessi furono inseriti nella struttura della fusoliera accessibili dai motoristi che componevano l'equipaggio. La costruzione del velivolo, codice aziendale R.21/16, fu completata nel 1918 e, portato in volo per la prima volta 14 giugno, si dimostrò dotato di un soddisfacente equilibrio e una buona manovrabilità. Ne venne deciso la produzione in serie di altri sette esemplari (R.22, R.59, R.60, R.61, R.62, R.63 ed R.64) ma causa di un cedimento strutturale con conseguente distruzione in volo del primo esemplare la produzione degli altri venne interrotta.

## Tecnica
L'AEG R.1 era un velivolo di grandi dimensioni che abbinava all'impostazione classica per il periodo, configurazione alare biplana e carrello fisso, l'innovativo posizionamento delle unità motore all'interno della cellula collegando gli stessi alle eliche poste tra le ali.

## Impiego operativo
Introdotto nel 1918, non venne mai impiegato operativamente dai reparti della Luftstreitkräfte. Durante l'ultimo dei suoi voli di prova, il 3 settembre dello stesso anno, una delle due eliche si ruppe in volo causando una serie di vibrazioni che si ripercossero sulla struttura causando il collasso della stessa e la distruzione del velivolo. Tutti i sette membri dell'equipaggio, tra i quali anche il responsabile della costruzione Leutnant Brückmann, il Dr. Wittenstein ed Otto Reichardt, morirono nell'incidente.

## Utilizzatori
Germania
- Luftstreitkräfte (previsto)